# Weltposttag
Der 9. Oktober wurde durch den Weltpostkongress 1969 in Tokio zum Weltposttag erklärt. Er erinnert an die Gründung des Weltpostvereins am 9. Oktober 1874 bzw. die Unterzeichnung des „Vertrag zur Gründung eines Allgemeinen Postvereins“ von Delegierten aus zwanzig Staaten. Der Vorschlag für den Weltposttag wurde von Shri Anand Mohan Narula, einem Mitglied der indischen Delegation eingereicht. 
Der Weltposttag wird weltweit gefeiert, um die Bedeutung der Postdienste hervorzuheben. In über 150 Ländern finden dann Briefmarkenausstellungen und Tage der offenen Tür in Postbetrieben statt. Der Weltpostverein organisiert einen internationalen Briefschreibewettbewerb für junge Menschen.
Anlässlich des 150-jährigen Jubiläums des Weltpostvereins hat Deutschland am 10. Oktober 2024 eine Sonderbriefmarke zu 95 Cent (Entgelt für eine internationale Postkarte) herausgegeben.

Internationale Briefmarken, die anlässlich des Weltposttags erschienen
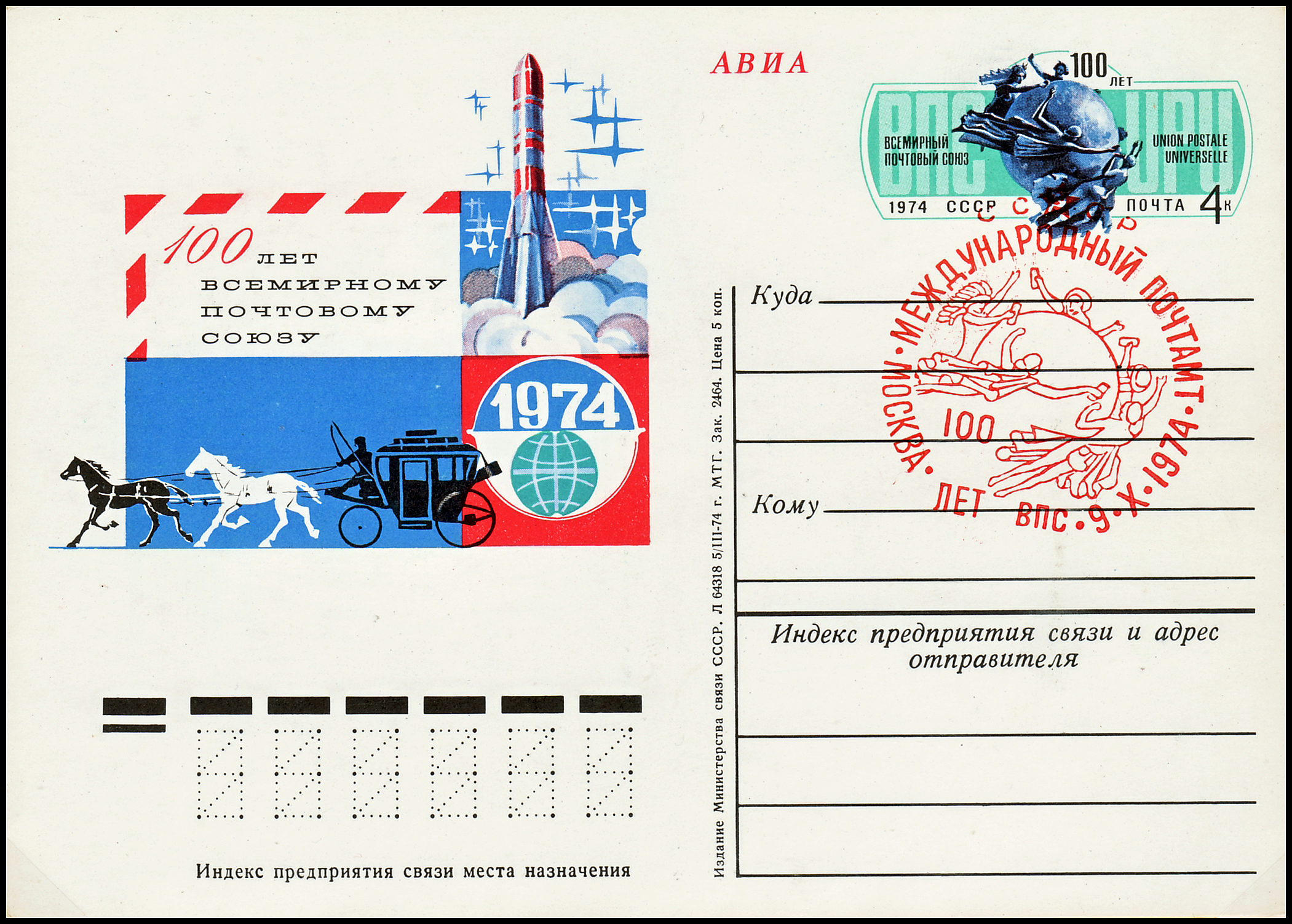
Sowjetunion 1974
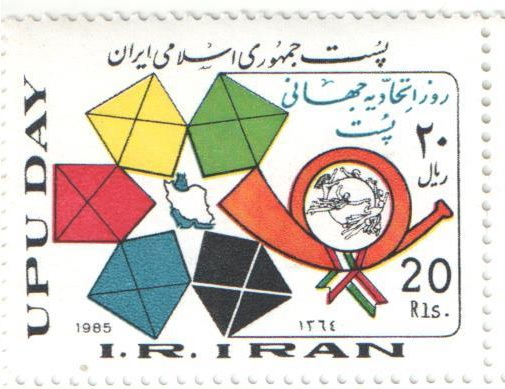
Iran 1985
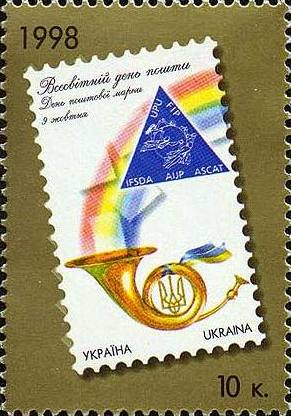
Ukraine 1998
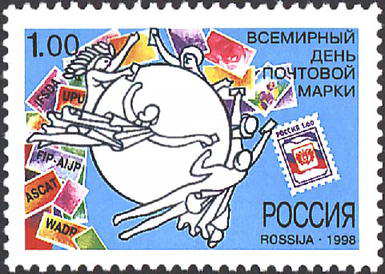
Russland 1998
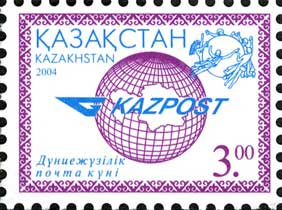
Kasachstan 2004
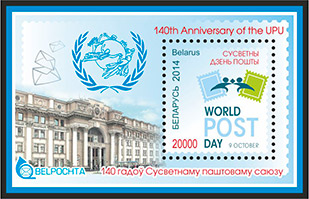
Belarus 2014
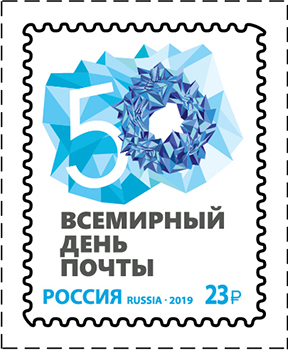
Russland 2019